# Teodoro Valdovinos
Teodoro Valdovinos (Barbastro,  1882 - ? ) fue un compositor y flautista español.
Estudió bajo la dirección de su padre, que también fue un músico distinguido, y durante años permaneció en la orquesta Filarmónica de Madrid, como flauta solista. Ocupó dicha plaza también en la Banda Municipal y Orquesta Sinfónica de San Sebastián, así como también la de profesor de aquel instrumento en la Academia de Música de la ciudad.
Colaboró, además, en varias agrupaciones dirigidas por los maestros Falla y Turina y formó parte de los más importantes quintetos de viento. Como compositor se distinguió por su sinceridad, su sólida técnica, su abundancia de ideas y sensibilidad, produciendo varias obras sinfónicas y de música di cámara que fueron aplaudidas por los públicos de Madrid y San Sebastián, especialmente las tituladas Entre montañas y Brisas de España, así como una suite para instrumentos de arco.
Además,  se le deben de, dos quintetos para flauta, arco y piano, varios conciertos para flauta y piano, cinco óperas y varias zarzuelas, unas estrenadas y otras inéditas. 